# Großsteingrab Skjerød Baunebakke
Das Großsteingrab Skjerød Baunebakke (auch Großsteingrab Skærød Baunehøj) ist eine megalithische Grabanlage der jungsteinzeitlichen Nordgruppe der Trichterbecherkultur im Kirchspiel Ramløse in der dänischen Kommune Gribskov. Das Grab wurde 1985 und 1999 in Teilen archäologisch untersucht.

## Lage
Das Grab liegt auf halber Strecke zwischen Skærød und Skærød Bavn, direkt an einem Weg, der vom Frederiksværkvej nach Süden abzweigt. In der näheren Umgebung gibt bzw. gab es mehrere weitere megalithische Grabanlagen. Erhalten ist der etwa 2,4 km nördlich gelegene Runddysse von Tågerup Mølle.

## Forschungsgeschichte
Mitarbeiter des Dänischen Nationalmuseums führten in den Jahren 1886 und 1942 Dokumentationen der Fundstelle durch. Da ein neu angelegter Weg direkt an dem Grab vorbeiführen sollte, wurde 1985 eine Teilgrabung durch Mitarbeiter des Museums in Gilleleje durchgeführt. 1999 erfolgte unmittelbar westlich des Hügels eine weitere Grabung durch Mitarbeiter des Museums in Gilleleje.

## Beschreibung

### Architektur
Die Anlage besitzt eine annähernd runde Hügelschüttung mit einem Durchmesser von 10 m in nord-südlicher bzw. 8 m in ost-westlicher Richtung und einer Höhe von 1,5 m. Von der Umfassung waren 1886 noch zwölf Steine erhalten. 1942 wurden nur noch zwei größere und ein kleinerer Stein an der Westseite des Hügels angetroffen, von denen nur die beiden größeren als wahrscheinliche Umfassungssteine angesehen wurden.
Von der Grabkammer sind sechs Wandsteine erkennbar, die teilweise tief im Hügel stecken. Sämtliche Decksteine fehlen; einer wurde 1920 entfernt und in Helsinge als Gedenkstein an die Wiedervereinigung Nordschleswigs mit Dänemark verwendet. Die erhaltenen Steine machen nur den östlichen Teil der Kammer aus. Die Maße der Kammer lassen sich nicht ermitteln. Auch der Typ ist nicht sicher bestimmbar, möglicherweise handelt es sich um ein kleines Ganggrab.
In moderner Zeit wurde auf der Spitze des Hügels ein trigonometrischer Punkt angebracht.

### Funde
Bei der Grabung von 1985 wurden nur geringe Mengen Holzkohle geborgen. 1999 wurden Feuerstein-Artefakte und Keramikscherben gefunden, die in die Jungsteinzeit oder die Bronzezeit datieren.